# Gabriela Cé
Gabriela Vianna Cé (ur. 3 marca 1993 w Porto Alegre) – brazylijska tenisistka, reprezentantka kraju w rozgrywkach Pucharu Federacji.

## Kariera tenisowa
W karierze zwyciężyła w czternastu singlowych i dwudziestu jeden deblowych turniejach rangi ITF. 9 września 2019 roku zajmowała najwyższe miejsce w rankingu singlowym WTA Tour – 221. pozycję. Natomiast 18 kwietnia 2016 roku osiągnęła najwyższą pozycję w rankingu deblowym – 109. miejsce.

## Finały turniejów WTA
| Legenda                     | Legenda |
| --------------------------- | ------- |
| Wielki Szlem                |         |
| Igrzyska olimpijskie        |         |
| WTA Tour Championships      |         |
| 2009 – 2020                 |         |
| WTA Premier Mandatory       |         |
| WTA Premier 5               |         |
| WTA Premier                 |         |
| WTA International Series    |         |
| WTA 125K series (2012–2020) |         |

### Gra podwójna 1 (0–1)
| Końcowy wynik | Nr | Data             | Turniej | Nawierzchnia | Partnerka    | Przeciwniczki                   | Wynik finału   |
| ------------- | -- | ---------------- | ------- | ------------ | ------------ | ------------------------------- | -------------- |
| Finalistka    | 1. | 16 kwietnia 2016 | Bogota  | Ceglana      | Andrea Gámiz | Lara Arruabarrena Tatjana Maria | 2:6, 6:4, 8–10 |

## Finały turniejów WTA 125K series

### Gra podwójna 1 (1–0)
| Końcowy wynik | Nr | Data              | Turniej  | Nawierzchnia | Partnerka            | Przeciwniczki                     | Wynik finału   |
| ------------- | -- | ----------------- | -------- | ------------ | -------------------- | --------------------------------- | -------------- |
| Zwyciężczyni  | 1. | 27 listopada 2015 | Carlsbad | Twarda       | Verónica Cepede Royg | Oksana Kalasznikowa Tatjana Maria | 1:6, 6:4, 10–8 |

## Wygrane turnieje rangi ITF
| turnieje z pulą nagród 100 000 $   |
| turnieje z pulą nagród 75/80 000 $ |
| turnieje z pulą nagród 50/60 000 $ |
| turnieje z pulą nagród 25 000 $    |
| turnieje z pulą nagród 15 000 $    |
| turnieje z pulą nagród 10 000 $    |

### Gra pojedyncza
|     | Data       | Turniej               | Naw.    | Przeciwniczka            | Wynik         |
| 1.  | 31/03/2012 | Ribeirão Preto        | Ceglana | Natasha Fourouclas       | 6:1, 6:0      |
| 2.  | 08/06/2013 | Santos                | Ceglana | Ana Clara Duarte         | 7:6(2), 6:2   |
| 3.  | 09/11/2013 | São José do Rio Preto | Ceglana | Carolina Alves           | 6:2, 4:6, 7:5 |
| 4.  | 16/11/2013 | São José do Rio Preto | Ceglana | Nathalia Rossi           | 7:6(3), 6:3   |
| 5.  | 01/12/2013 | São Paulo             | Ceglana | Andrea Benítez           | 7:6(5), 7:5   |
| 6.  | 23/03/2014 | Santiago              | Ceglana | Fernanda Brito           | 6:3, 7:5      |
| 7.  | 12/04/2014 | São José do Rio Preto | Ceglana | Paula Cristina Gonçalves | 1:1 krecz     |
| 8.  | 27/07/2014 | Campos do Jordão      | Twarda  | Eduarda Piai             | 6:3, 6:2      |
| 9.  | 16/07/2017 | Campos do Jordão      | Twarda  | Guillermina Naya         | 6:4, 7:6(3)   |
| 10. | 08/09/2018 | Luque                 | Twarda  | Barbara Gatica           | 7:6(3), 6:2   |
| 11. | 05/12/2021 | Kurytyba              | Ceglana | Thaisa Grana Pedretti    | 3:0, krecz    |
| 12. | 07/08/2022 | Rio de Janeiro        | Ceglana | Noelia Zeballos          | 4:6, 7:5, 6:3 |
| 13. | 12/05/2024 | Nova Gorica           | Ceglana | Veronika Podrez          | 7:6(4), 7:5   |
| 14. | 28/07/2024 | Brežice               | Ceglana | Iva Primorac             | 6:4, 6:4      |

### Gra podwójna
|     | Data       | Turniej               | Naw.    | Partnerka                | Przeciwniczki                                   | Wynik             |
| 1.  | 31/10/2010 | Itu                   | Ceglana | Vivian Segnini           | Flávia Dechandt Araújo Carla Forte              | 6:0, 6:4          |
| 2.  | 02/04/2011 | Ribeirão Preto        | Ceglana | Irina Chromaczowa        | Monique Albuquerque Isabela Miró                | 6:2, 6:4          |
| 3.  | 30/04/2011 | São Paulo             | Ceglana | Carla Forte              | Isabela Miró Nathalia Rossi                     | 7:6(5), 6:4       |
| 4.  | 08/10/2011 | São Paulo             | Ceglana | Maria Fernanda Alves     | Flávia Dechandt Araújo Paula Cristina Gonçalves | 6:2, 6:4          |
| 5.  | 31/03/2012 | Ribeirão Preto        | Ceglana | Carla Forte              | Isabella Robbiani Carolina Zeballos             | 6:1, 3:6, 10–7    |
| 6.  | 09/11/2013 | São José do Rio Preto | Ceglana | Nathalia Rossi           | Carolina Alves Juliana Rocha Cardoso            | 6:3, 6:4          |
| 7.  | 27/06/2015 | Périgueux             | Ceglana | Florencia Molinero       | Victoria Rodríguez Marcela Zacarías             | 6:3, 6:2          |
| 8.  | 06/03/2016 | Campinas              | Ceglana | Florencia Molinero       | Guadalupe Pérez Rojas Nadia Podoroska           | 1:6, 6:4, 10–4    |
| 9.  | 15/05/2016 | Naples                | Ceglana | Justyna Jegiołka         | Sophie Chang Renata Zarazúa                     | 6:1, 6:2          |
| 10. | 05/03/2017 | Kurytyba              | Ceglana | Andrea Gámiz             | Laura Pigossi Jil Teichmann                     | 4:6, 6:2, 10–2    |
| 11. | 02/04/2017 | Campinas              | Ceglana | Thaisa Grana Pedretti    | Nathaly Kurata Giovanna Tomita                  | 6:1, 6:3          |
| 12. | 09/04/2017 | São José dos Campos   | Ceglana | Thaisa Grana Pedretti    | Victoria Bosio Julieta Lara Estable             | 5:7, 7:6(6), 10–3 |
| 13. | 23/04/2017 | Hammamet              | Ceglana | Andrea Gámiz             | Manon Arcangioli Jessika Ponchet                | 6:1, 6:2          |
| 14. | 29/07/2017 | Campos do Jordão      | Twarda  | Thaisa Grana Pedretti    | Nathaly Kurata Eduarda Piai                     | 7:5, 6:4          |
| 15. | 27/08/2017 | Artvin                | Twarda  | Ankita Raina             | Elica Kostowa Jana Sizikowa                     | 6:2, 6:3          |
| 16. | 03/09/2017 | Ałmaty                | Ceglana | Jana Sizikowa            | Nigina Abduraimova Akgul Amanmuradova           | 6:4, 3:6, 10–7    |
| 17. | 04/05/2019 | Pula                  | Ceglana | Chiara Scholl            | Naiktha Bains Anna Bondár                       | 6:0, 7:5          |
| 18. | 29/06/2019 | Tarvisio              | Ceglana | Paula Cristina Gonçalves | Gloria Ceschi Rasheeda McAdoo                   | 6:2, 4:6, 10–3    |
| 19. | 31/08/2019 | Bagnatica             | Ceglana | Carolina Alves           | Martina Caregaro Federica Di Sarra              | 6:2, 1:6, 10–5    |
| 20. | 24/01/2021 | Antalya               | Ceglana | Victoria Bosio           | Miyu Katō Haine Ogata                           | 6:4, 6:3          |
| 21. | 15/05/2021 | Antalya               | Ceglana | Cristina Dinu            | Katharina Hering Natalia Siedliska              | 7:5, 6:1          |